# Демченко, Владимир Фёдорович
Владимир Фёдорович Демченко (2 мая 1968, Родино, Алтайский край) — советский и российский футболист, полузащитник.

## Биография
Начал играть в команде второй советской лиги СКИФ Алма-Ата, в 1985—1986 годах провёл 28 игр. В период армейской службы играл за команду КФК «СКА-Забайкалец» Чита. В 1989—2002 годах играл за барнаульское «Динамо», сыграл 40 матчей, забил 4 гола в первой лиге (1992—1993) и 187 игр, 13 голов во второй лиге.
С 2002 года — тренер СДЮШОР «Динамо» Барнаул.
В сезонах 2003/04 — 2004/05 выступал в чемпионате Барнаула по мини-футболу за «Динамо-УВО», затем — в ветеранских соревнованиях по футболу и мини-футболу.